# Заступник
«Заступник» (англ. The Marksman) — экшн-триллер режиссёра Роберта Лоренца с Лиамом Нисоном в главной роли.
Премьера фильма в США состоялась 21 января 2021 года. В России фильм вышел в прокат 4 февраля. Он получил смешанные отзывы кинокритиков, высоко оценивших актёрскую игру Лиама Нисона, но назвавших сюжет «шаблонным».

## Сюжет
Джим был профессиональным снайпером морской пехоты во время войны во Вьетнаме, ветеран, награждённый Медалью почёта, но теперь ведёт тихую, мирную жизнь в Аризоне. Однако, вступившись за беззащитного мальчика, он оказывается втянут в опасную игру могущественного наркокартеля. Теперь герою предстоит вспомнить все свои боевые навыки, если он хочет остаться в живых.

## В ролях
- Лиам Нисон — Джим
- Кэтрин Винник — Сара
- Хуан Пабло Раба — Маурисио
- Тереса Руис — Роза
- Эмбер Мидфандер — сотрудник на АЗС

## Производство
О проекте под первоначальным названием «The Minuteman» стало известно в мае 2019 года. Тогда же было объявлено, что главную роль в фильме исполнит Лиам Нисон. В сентябре 2019 года к касту присоединились Кэтрин Винник и Хуан Пабло Раба.

### Съемки
Съемки картины длились 29 дней (сентябрь-октябрь 2019 года.) и проходили в Лорейне, Портидже и Чардоне, штат Огайо, а также в Нью-Мексико.
«Мы хотели дать зрителям почувствовать разительный контраст между безжизненным, унылым ландшафтом юго-запада в начале фильма и зеленеющим сердцем Америки в финале, — рассказал режиссер Роберт Лоренц. — Зрители должны отправиться в настоящее американское приключение». Продюсеры хотели сначала снимать сцены в Огайо, однако Лоренц настоял, чтобы фильм снимался в хронологическом порядке. «У меня был неопытный актёр, которому было бы намного труднее передать эмоциональное состояние Джейкоба в финале фильма, не пережив всех тягот долгой и опасной дороги, — объясняет Лоренц. — Поэтому по возможности мы снимали сцены по очереди».
«Одна из моих любимых сцен в фильме — когда Лиам и Джейкоб в салоне машины столкнулись лбами, — вспоминает режиссёр. — Это было не по сценарию, но выглядело так естественно».

## Маркетинг
Оригинальный трейлер фильма был опубликован в сети 4 декабря 2020 года. Его локализованная версия появилась в интернете 10 декабря.

## Критика
На агрегаторе Rotten Tomatoes фильм получил рейтинг одобрения 35 % на основе 75 рецензий со средним баллов 5,2/10. Консенсус рецензентов гласит: «Актёрская игра Лиама Нисона местами спасает фильм, который мог бы быть лучше, если бы не его шаблонность». На Metacritic фильм получил смешанные отзывы на основе 21 рецензии со средневзвешанным баллом 44 из 100. На «PostTrak» 73 % зрителей оценили фильм положительно, 46 % рекомендовало к просмотру.